# Catherine Barbaroux
Catherine Barbaroux (ur. 1 kwietnia 1949 w Paryżu) – francuska polityk, urzędniczka państwowa i działaczka społeczna hiszpańskiego pochodzenia, pełniąca obowiązki przewodniczącego En Marche! (w 2017).

## Życiorys
Urodziła się w rodzinie hiszpańskich imigrantów. Absolwentka Instytutu Nauk Politycznych w Paryżu z 1975. W tym samym roku podjęła pracę w Zgromadzeniu Narodowym jako zastępczyni sekretarza generalnego frakcji socjalistycznej. Od 1981 była dyrektorem gabinetu ministra handlu Michela Crépeau. W 1986 przeszła do sektora prywatnego, do 1993 kierowała działami zarządzania zasobami ludzkimi kolejno w Prisunic i w Printemps-Redout. Była następnie dyrektorem generalnym branżowego stowarzyszenia Entreprise&Personnel.
W 1999 powróciła do administracji publicznej, dołączyła do gabinetu minister pracy Martine Aubry, gdzie zajmowała się kwestiami zatrudnienia i szkoleń zawodowych. Stanowisko to zajmowała do 2005, współpracując łącznie z czterema ministrami z lewicy i z prawicy. W 2005 zatrudniona w administracji rady regionalnej Île-de-France, została dyrektorem generalnym służb publicznych. W 2011, wkrótce po przejściu na emeryturę, objęła funkcję prezesa Adie, stowarzyszenia użyteczności publicznej wspierającego bezrobotnych i oferującego system mikrokredytów przy zakładaniu działalności gospodarczej.
Była działaczką Lewicowej Partii Radykalnej. Później związała się z En Marche! Emmanuela Macrona. 8 maja 2017, po jego wyborze na urząd prezydenta, została pełniącą obowiązki przewodniczącego tego ugrupowania. Wykonywała je do sierpnia tegoż roku, gdy powołano tymczasowe trzyosobowe kierownictwo partii.